# Limosina longicornuta
Limosina longicornuta är en tvåvingeart som beskrevs av Papp 1973. Limosina longicornuta ingår i släktet Limosina och familjen hoppflugor. Inga underarter finns listade i Catalogue of Life.